# 加藤ミリガン
加藤 ミリガン（かとう みりがん、1984年5月30日 - ）は、ラフィーネプロモーションに所属する日本のお笑い芸人。本名、加藤 憂大（かとう ゆうだい）。青森県出身。スクールJCA14期生。かつてはげんしじん事務所に所属していた。

## 経歴
2005年にスクールJCAへ14期生として入学。その後中退し、翌年の2006年1月にピン芸人「加藤生物」としてデビュー。
2010年に「加藤チャイ」と改名。同年5月から7月にかけあーれつも太郎とお笑いコンビ「メリー」としての活動を経て、同年8月に現在の「加藤ミリガン」と改名。
2011年4月、げんしじん事務所への預かり所属を経て、同年6月より正式所属して活動。
2019年2月、げんしじん事務所を退社。その後フリーとなる。
2020年4月18日、東京芸能の業務委託契約ののち、東京芸能預かりとなる。
2020年6月29日、ギャバホイとコンビ「キングofコント」を結成。同年10月25日に「キングofコント」から「お天空音頭」と改名した事を発表し、2021年9月5日をもってお天空音頭を解散。ピン活動と並行しながらのコンビ活動となっていた。
2022年10月1日、同日付けでラフィーネプロモーション所属となった事が発表された。

## 人物
- 身長186cm、体重70kg、バスト89cm、ウエスト79cm、ヒップ92cm、足のサイズ27.5cm[4]。
- 特技はバレーボール、映像編集、騙し絵。普通自動車免許を所持している[4]。
- 趣味はバンド活動[4]。2011年よりバンド「全日本プレス加工」でベースを担当しており、他のメンバーにはチャンス大城・ユンボ安藤（東京ペールワン）・野沢ダイブ禁止（虹の黄昏）などが在籍している。2013年5月にはOUTBREAK RECORDSからCDをリリースした。

## 主な出演歴
2012年
- ニコニコ動画アルカディアチャンネル「レボる！！〜目指せオリコン1位芸人プロジェクト〜
- ちゃんねるロゴス（インターネットテレビ）「発信！お笑い玉手箱」携帯（docomoとiPhone）
- WEB TV「たじろぎ☆LIP」

2013年
- ちゃんねるロゴス（インターネットテレビ）「発信！お笑い玉手箱」 - Q党コンシェルジュの模様を取材
- クラウドファンディング型芸人支援サイト「芸人ラボ」
- WEB TV「たじろぎ☆LIP」
- フジテレビ「爆笑ヒットパレード2013」

2014年
- クラウドファンディング型芸人支援サイト「芸人ラボ」
- 「マイクラスメイトTV」

2015年
- TBSテレビ「有吉ジャポン」
- ニコニコ生放送&スカパー！プレミアムch946 パラダイステレビHD「NEWS PARADISE」
- クラウドファンディング型芸人支援サイト「芸人ラボ」
- ぴあ「お笑いライブ読本」
- J:COM「東京ビタミン寄席」

2016年
- パラダイステレビ「視聴者vs.美女軍団！ギリギリOUTな野球拳LIVE」
- 「マイクラスメイトTV」
- 「OWARAI　FAVCLIP」掲載
- 「お笑いナタリー」掲載
- 「YAHOO！JAPANニュース」掲載
- ニコニコ生放送&スカパー！プレミアムch946 パラダイステレビHD「NEWS PARADISE」

2018年
- 映画「心霊玉手匣constellation」（2018年4月28日公開）
- 東奥日報新聞掲載（2018年3月16日）
- パラダイステレビ「絵心ないＡＶ女優がエロエロ写生対決」
- ソラニワFM「スパローズ原宿神宮前芸人」

2019年
- 東京FMラジオフチューズ「男くせぇラジオ」（2019年 - ）※隔週火曜日深夜24時より放送中のレギュラー番組。
- 青森テレビわっち!!東京中継コーナー出演（2019年11月14日）

2020年
- TBSテレビ水曜日のダウンタウンギャグリレーコーナー出演（2020年7月15日）

2021年
- テレビ東京15ビョーーーン!世界一短いお笑いネタバトル出演（2021年6月6日）
- 書籍芸人雑誌volume4 掲載（2021年9月25日発売）